# 浅野愛香
浅野 愛香（あさの あいか、1985年10月26日 - ）は、日本の女性ファッションモデルである。

## 人物
- ダイビングや読書、音楽鑑賞など多彩な趣味をもつ。
- 船舶操縦免許をもつ。

## 経歴
- 『CanCam』の読者モデルを歴任。
- 花王エッセンシャルのコマーシャルで「カワつくメンバー」の一員として出演した経歴をもつ。